# Liriomyza pisivora
Liriomyza pisivora är en tvåvingeart som beskrevs av Erich Martin Hering 1957. Liriomyza pisivora ingår i släktet Liriomyza och familjen minerarflugor.
Artens utbredningsområde är Tyskland. Inga underarter finns listade i Catalogue of Life.